# フルスト
フルスト（オランダ語発音: [ɦɵlst] ( 音声ファイル)）とは、オランダ南西部にある、ゼーウス・フラーンデレン地域東部東側に位置する自治体・都市である。

## 歴史
フルストは12世紀に都市権を取得した。

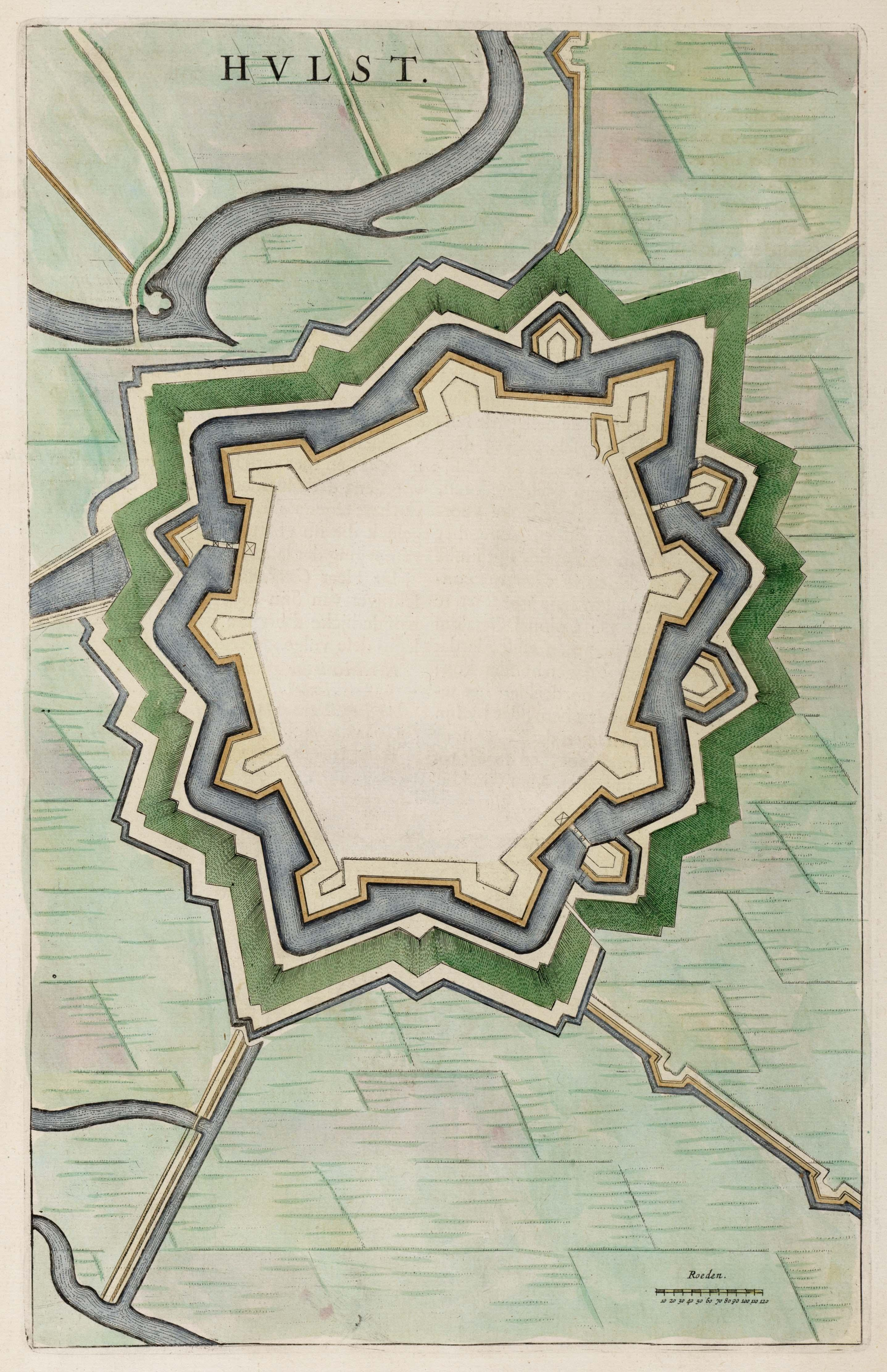
星形要塞の地図

フルストは、1591年にオラニエ公マウリッツによってスペインから奪取したが、アルベール大公によって1596年に奪還された。
1640年、オランダ軍は都市を征服しようとしたが、スペイン軍との戦いで敗北し、フレデリック・ヘンドリックは撤退を余儀なくされた。
1645年、フルスト包囲戦が発生した。スペイン帝国との八十年戦争（1568–1648）の際に、オラニエ公フレデリック・ヘンリーが率いたものであった。
さらなる包囲が1702年に行われ、メンノ・フォン・クーホルン将軍がオランダ軍のために町を首尾よく防御したものの、1747年にピーテル・デ・ラ・ロック中将による無能な防御の末にフランス軍に占領された。
17世紀には、星形要塞が建設された。その時に建設された要塞は、オランダの要塞建築の歴史的な例である。
ヒイラギを意味するフルストという地名は、胸壁の形に由来していると考えられる。町の紋章の周りにもヒイラギが生えているように描かれている。

## 地理

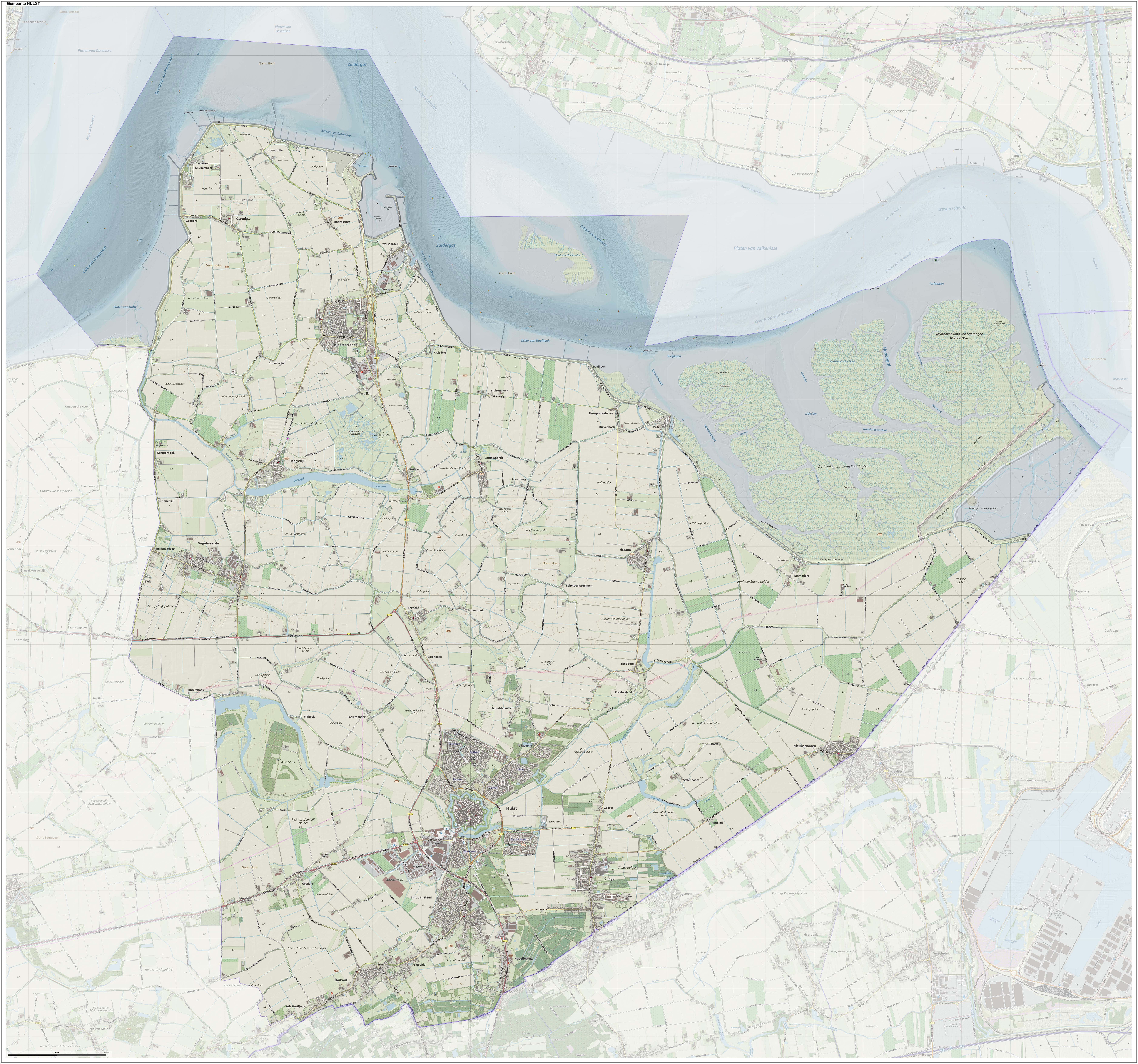
フルスト市の地形図、2015年6月

フルストは、オランダ南西部のゼーラント州の南部、北緯51度17分 東経4度3分 / 北緯51.283度 東経4.050度に位置する。オランダとベルギーの国境にあるゼーラント・フランダース地方の東側に位置している。
フルストは、西でテルネーゼン、南でステケーネ（ベルギー）とシント・ギリス・ワース（同）、東はベヴァレン（同）、そして北はライマースワールの各自治体と隣接している。西スヘルデ川が、ライメルスワールとフルストの土地を隔てている。

## 政府
フルストの市長は、キリスト教民主アピールのジャン・フランス・マルダーである。

## 国際関係
ドイツのミヒェルシュタットと姉妹都市関係を結んでいる。

## 著名人
- ピーテル・ノイツ（1598年ミデルブルグ– 1655年）オランダの探検家、外交官、政治家。タイオワン事件では、浜田弥兵衛の人質となる。
- テオ・ミデルカンプ（1914年ニーウナメン– 2005年）オランダのサイクリスト、1947年の世界チャンピオン。

## ギャラリー

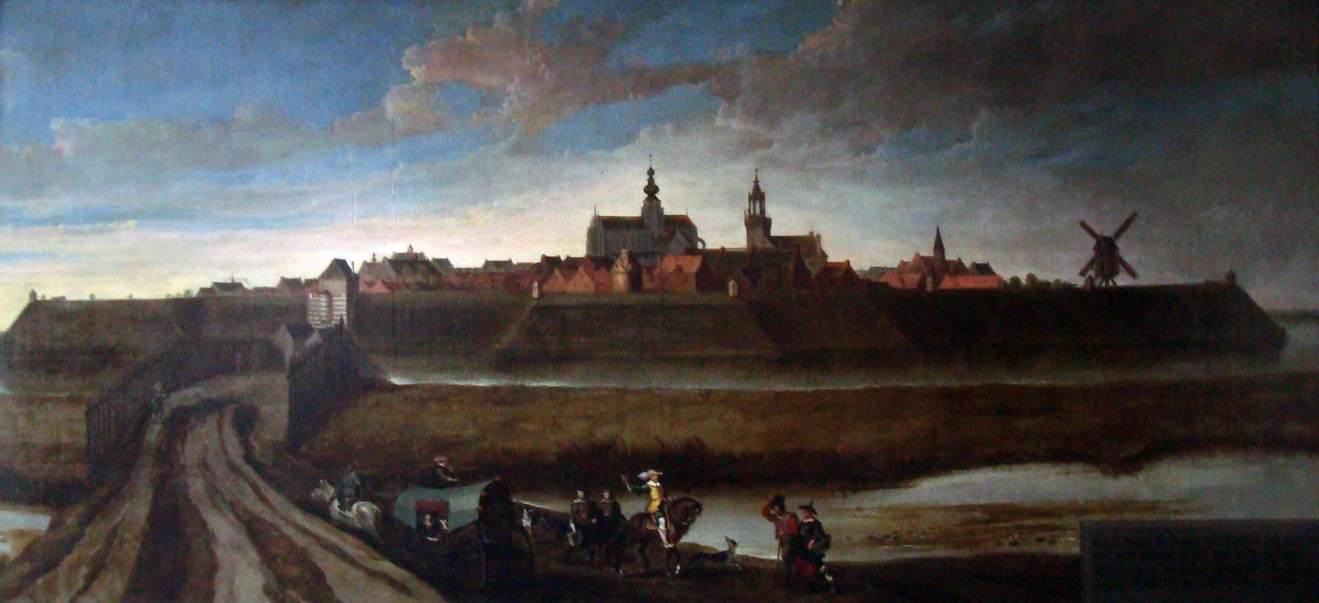
コルネリス・ド・フォスが1628年に描いた、フルストの眺め
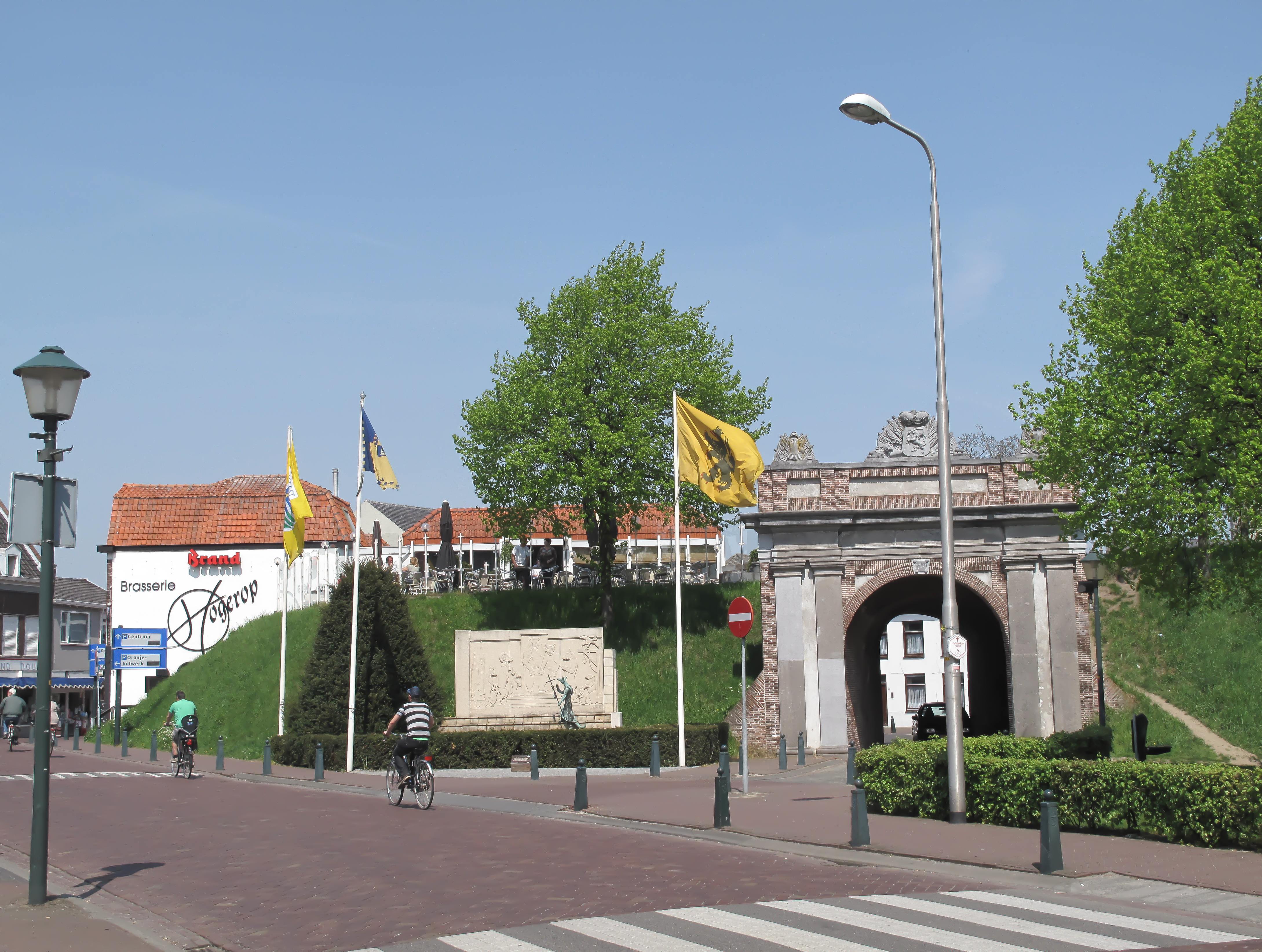
ゲート（de Gentse Poort）
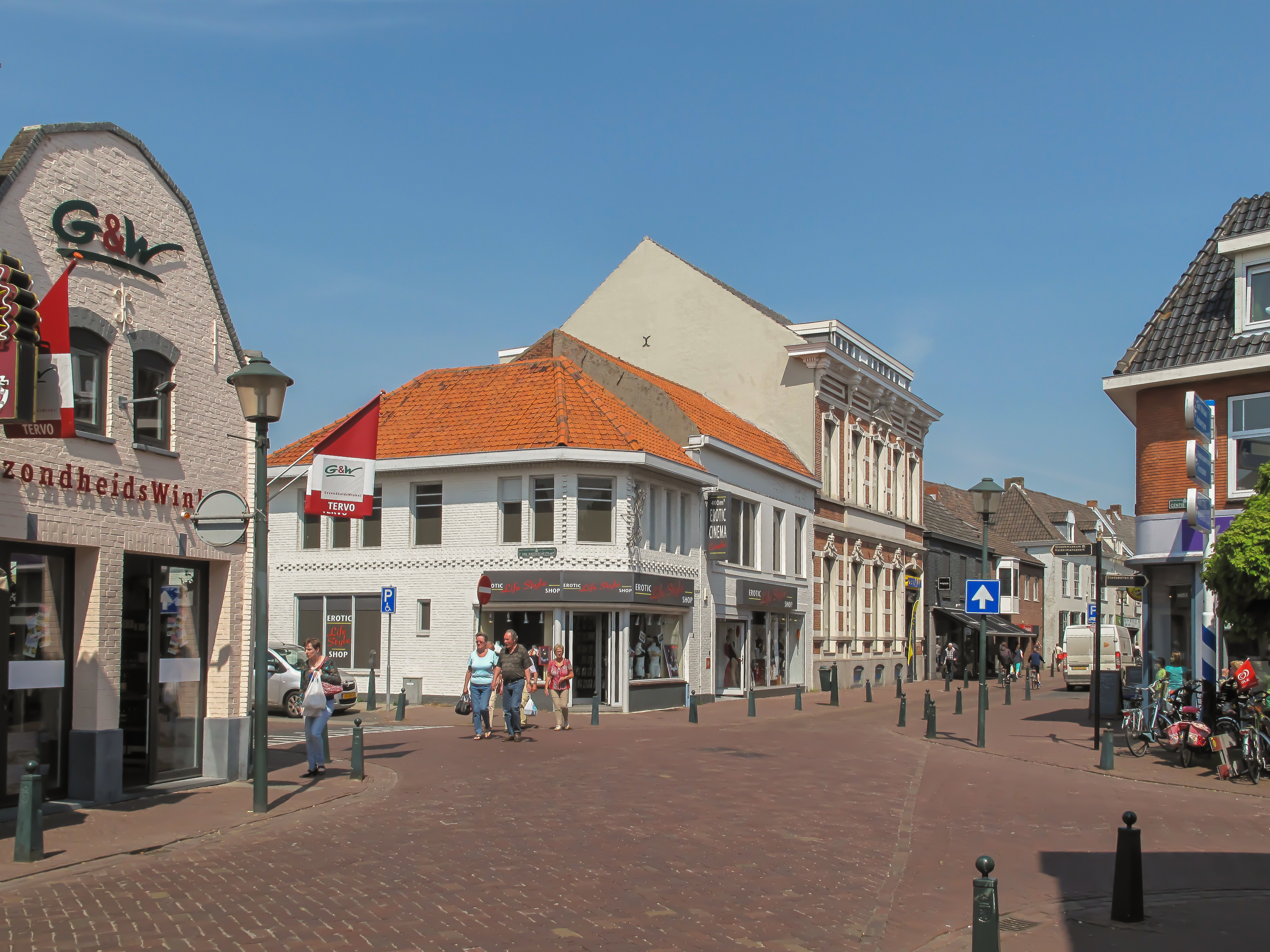
通りを見る：de Gentsestraat
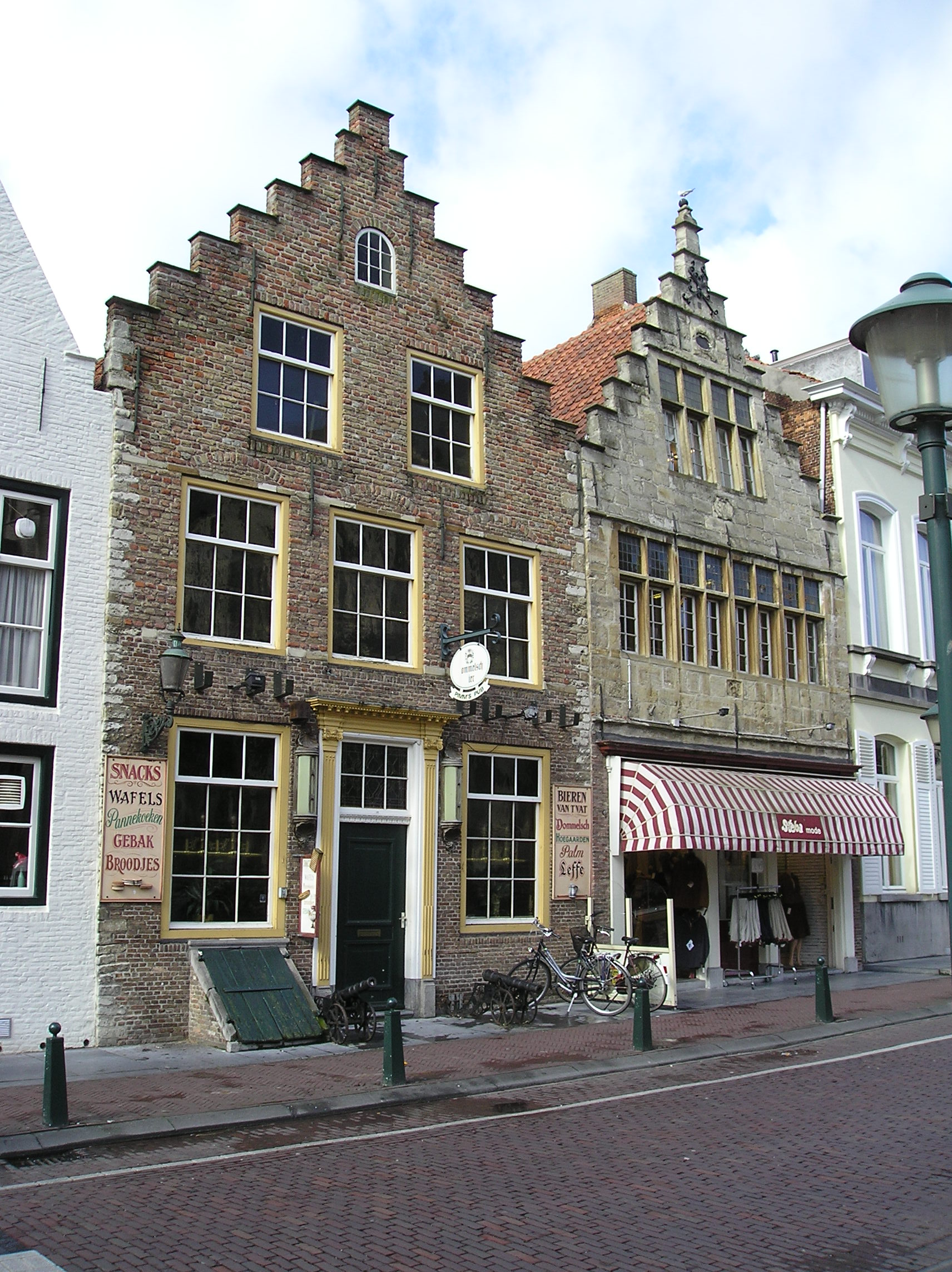
古い家並み
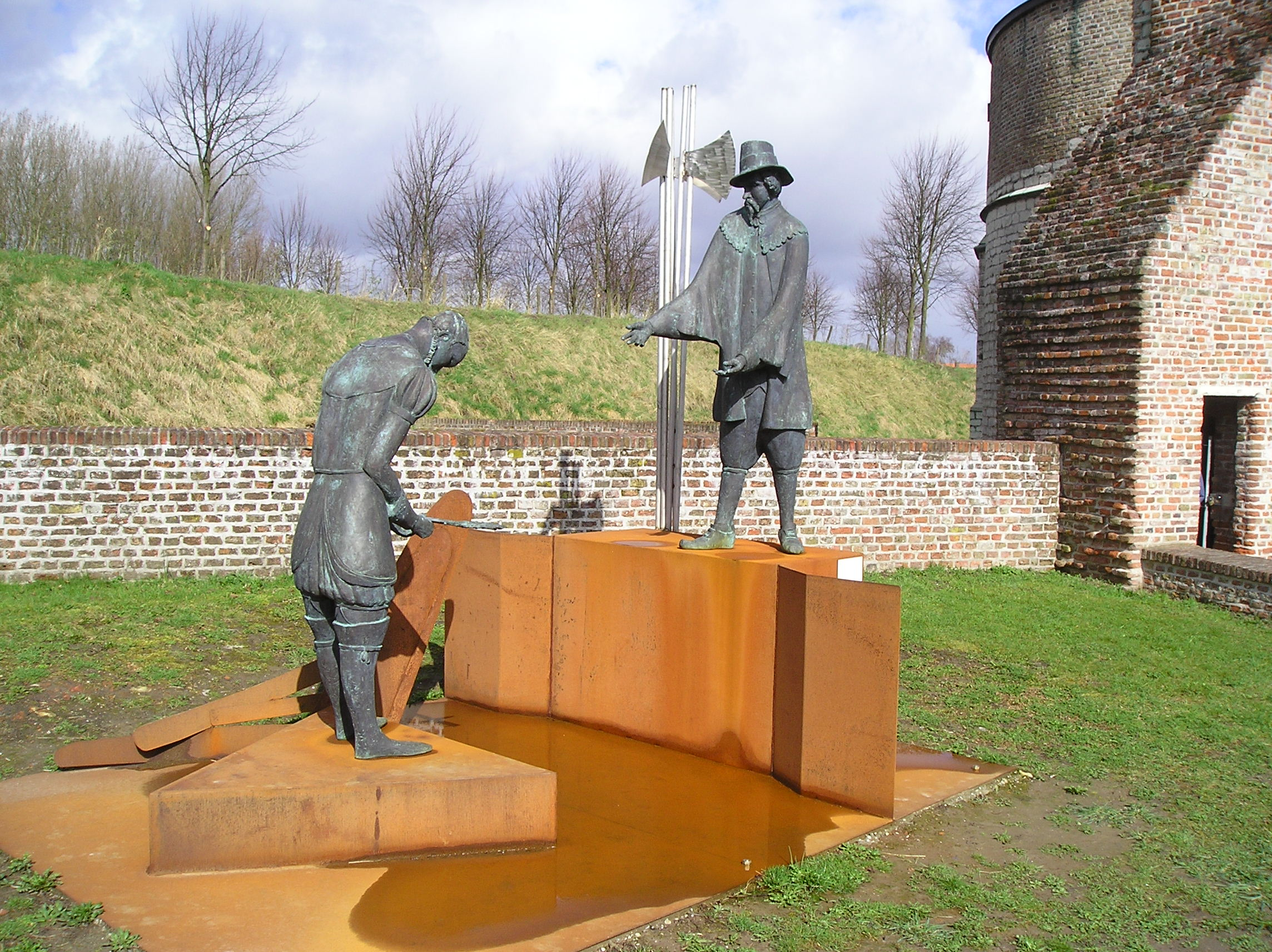
フルストの城壁記念碑
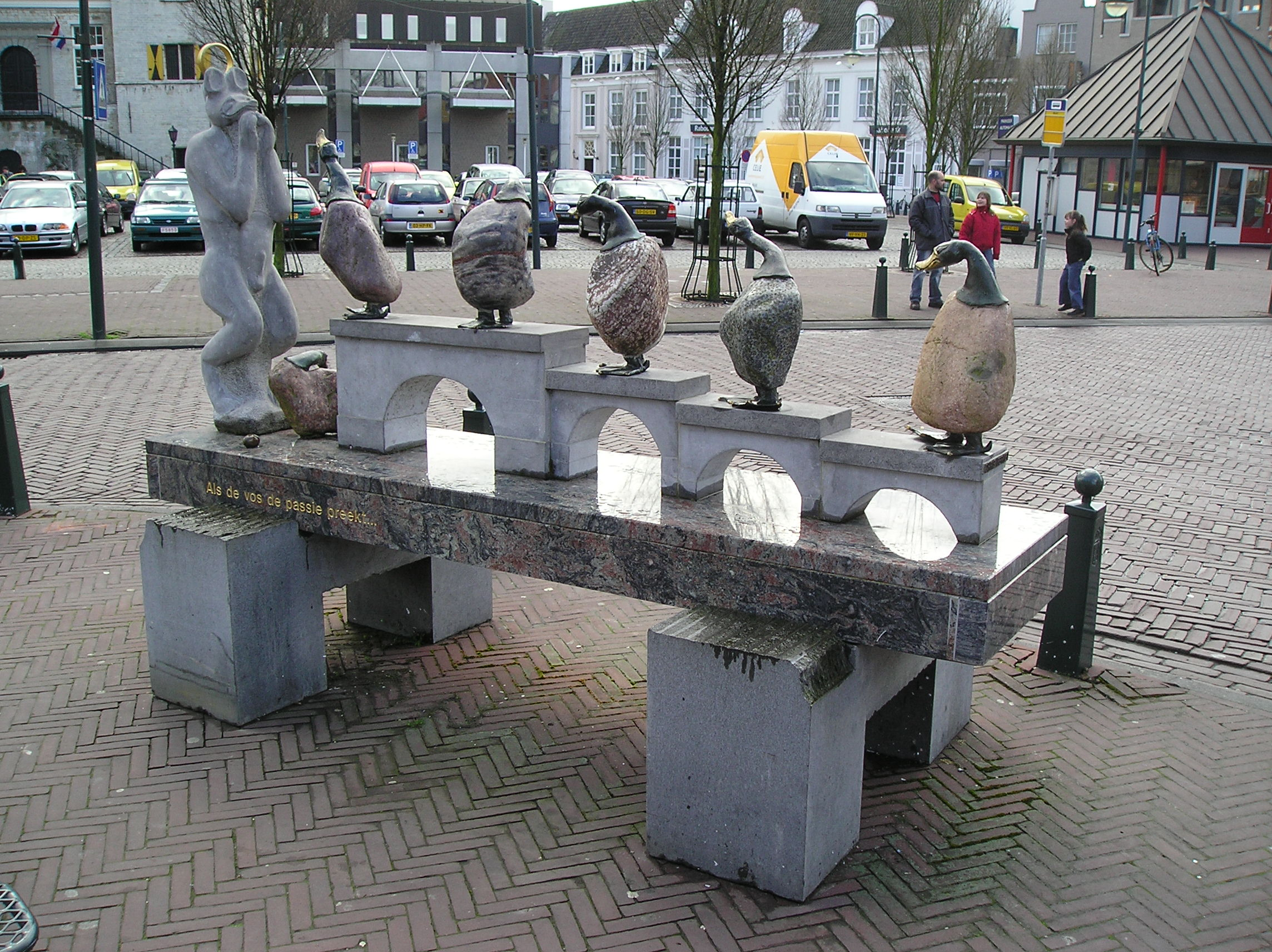
KrisFerketによるアートワーク
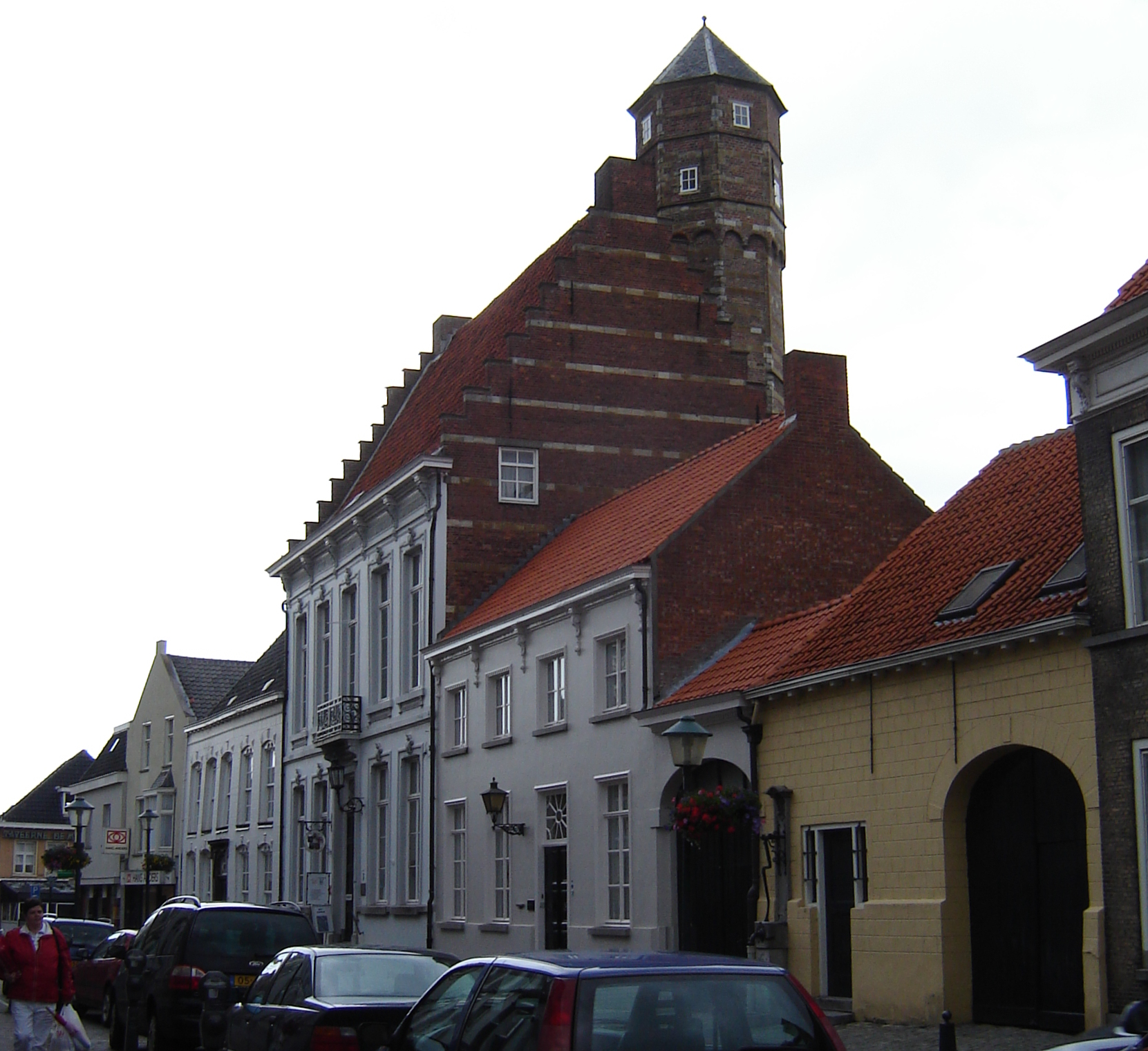
博物館と元修道院
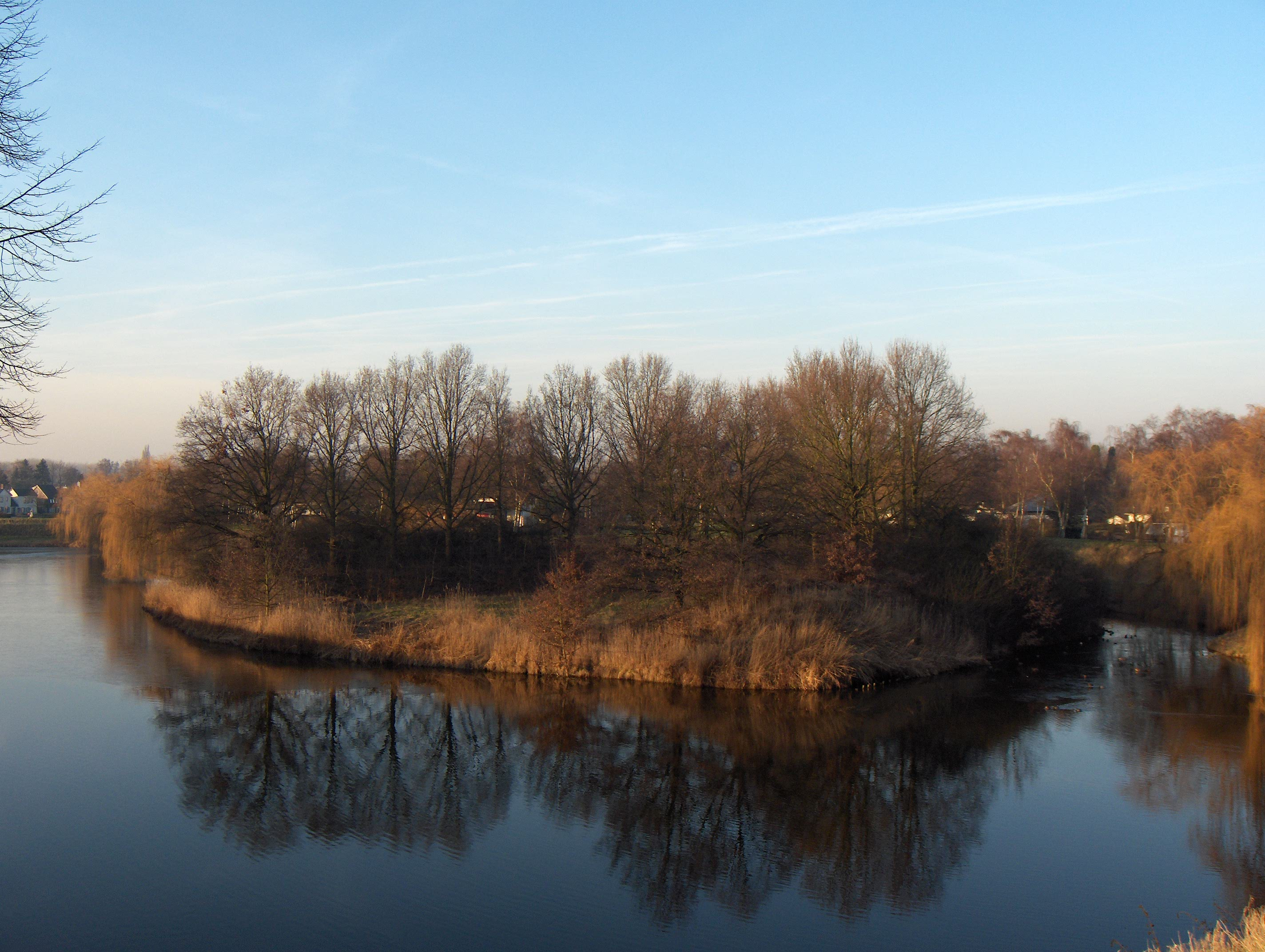
フルスト・ラヴリン